# Parliamentary Jazz Awards
Die Parliamentary Jazz Awards sind ein britischer Jazzpreis, der seit 2005 jährlich vergeben wird.

## Ziel und Organisation
Die Preisverleihung wird von der All Party Parliamentary Jazz Appreciation Group (APPJAG) im Palace of Westminster in London organisiert. Die Gruppe besteht aus über achtzig Mitgliedern des House of Commons und des House of Lords. Es handelt sich um Vertreter aller im Parlament vertretenen Parteien des Vereinigten Königreichs. Ziel der Organisation ist es, einen breiteren und tieferen Jazzgenuss zu fördern, das Verständnis der Parlamentarier für die Jazzindustrie zu stärken, den Jazz als Musikform zu fördern und innerhalb und außerhalb des Parlaments bekannt zu machen.
Die Preisverleihung wurde von Bob Blizzard initiiert, damals Abgeordneter im Unterhaus für den District Waveney in der Grafschaft Suffolk in England. Blizzard war langjähriger Jazzliebhaber, der sich sorgte, dass der Jazz nicht genügend nationale Anerkennung bekommt und Jazzkünstler und Jazzveranstaltungsorte im Vereinigten Königreich zu wenig Beachtung erhalten.
Die Preisverleihung durch die APPJAG wurde zunächst von der Service-Organisation JazzUK (ehemals Jazz Services), der Monatszeitschrift Jazzwise, der Jazz-Sektion der Musicians’ Union des Vereinigten Königreiches und von dem Medienunternehmen Phonographic Performance Limited unterstützt. Anschließend gab es finanzielle Unterstützung durch PizzaExpress Live.

## Preiskategorien
Bis 2010 wurden beim Parliamentary Jazz Awards Auszeichnungen in neun verschiedenen Kategorien vergeben:
1. Jazz Musician of the Year (Jazz-Musiker des Jahres)
2. Jazz Ensemble of the Year (Jazz-Ensemble des Jahres)
3. Jazz Venue of the Year (Jazz-Veranstaltungsort des Jahres)
4. Jazz Journalist of the Year (Jazz-Journalist des Jahres)
5. Jazz CD of the Year (Jazz-CD des Jahres), veröffentlicht im letzten Jahr
6. Jazz Broadcaster of the Year (Jazz-Berichterstatter des Jahres)
7. Jazz Publication of the Year (Jazz-Veröffentlichung des Jahres)
8. Jazz Education Award (Jazz-Ausbildungspreis), für eine Person aus dem Ausbildungsbereich
9. Services to Jazz Award (Preis für Verdienste um den Jazz)

2009 erhielt der Jazzclub Ronnie Scott’s zusätzlich einen „Special Award“, als Auszeichnung zum fünfzigjährigen Bestehen des bekannten Londoner Clubs in diesem Jahr.
Seit 2011 wird als zusätzlicher zehnter Preis ein „APPJAG Special Award“ vergeben und seit 2014 existieren die folgenden zehn Preiskategorien:
1. Jazz Vocalist of the Year (Jazz-Sänger des Jahres)
2. Jazz Instrumentalist of the Year (Jazz-Instrumentalist des Jahres)
3. Jazz Album of the Year (Jazz-Album des Jahres)
4. Jazz Ensemble of the Year (Jazz-Ensemble des Jahres)
5. Jazz Newcomer of the Year (Jazz-Entdeckung des Jahres)
6. Jazz Venue of the Year (Jazz-Veranstaltungsort des Jahres)
7. Jazz Media Award: (Jazz-Medienpreis)
8. Jazz Education Award (Jazz-Ausbildungspreis)
9. Services to Jazz Award (Preis für Verdienste um den Jazz)
10. APPJAG Special Award (APPJAG-Sonderpreis)

## Gewinner
2024
- Jazz Vocalist of the Year: Emma Smith
- Jazz Instrumentalist of the Year: Emma Rawicz
- Jazz Album of the Year: „The Colour of Sound“, Zoe Rahman
- Jazz Ensemble of the Year: Alina Bzhezhinska’s HipHarpCollective
- Jazz Newcomer of the Year: Ife Ogunjobi
- Jazz Venue of the Year: The Verdict, Brighton
- Jazz Media Award: Gilles Peterson
- Jazz Education Award: Nikki Yeoh
- Services to Jazz Award: George Nelson – Moment’s Notice
- APPJAG Special Award: Anita Wardell[8]

2023
- Jazz Vocalist of the Year: Elaine Delmar
- Jazz Instrumentalist of the Year: Gary Husband
- Jazz Album of the Year: „When Winter Turns into Spring“, Jo Harrop & Paul Edis
- Jazz Ensemble of the Year: Ubunye
- Jazz Newcomer of the Year: Sultan Stevenson
- Jazz Venue of the Year: Jazz at the Blue Lamp, Aberdeen
- Jazz Media Award: The Jazz Rag
- Jazz Education Award: Hannah Horton, J Steps, Saffron Centre For Young Musicians, Saffron Walden
- Services to Jazz Award: Janine Irons
- APPJAG Special Award: Tony Haynes & the Grand Union Orchestra[9]

2022
- Jazz Vocalist of the Year: Claire Martin
- Jazz Instrumentalist of the Year: Tony Kofi
- Jazz Album of the Year: „Boxed In“, Daniel Casimir
- Jazz Ensemble of the Year: Kansas Smitty’s House Band
- Jazz Newcomer of the Year: Emma Rawicz
- Jazz Venue of the Year: The Globe, Newcastle upon Tyne
- Jazz Media Award: Jane Cornwell
- Jazz Education Award: Jazz Camp For Girls – Helena Summerfield
- Services to Jazz Award: Mike Westbrook
- APPJAG Special Award: Barbara Thompson[10]

2021
- Jazz Vocalist of the Year: Georgia Mancio
- Jazz Instrumentalist of the Year: Nubya Garcia
- Jazz Album of the Year: „Songs and Stories“, Callum Au & Claire Martin (Stunt Records)
- Jazz Ensemble of the Year: Kokoroko
- Jazz Newcomer of the Year: Jas Kayser
- Jazz Venue of the Year: Peggy’s Skylight, Nottingham
- Jazz Media Award: Women in Jazz Media
- Jazz Education Award: The Original UK Summer School
- Services to Jazz Award: Norma Winstone
- Lockdown Innovation Award: The Globe, Newcastle upon Tyne
- APPJAG Special Award: Digby Fairweather, Lord Colwyn[11]

2020
- Jazz Vocalist of the Year: Cherise Adams-Burnett
- Jazz Instrumentalist of the Year: Sarah Tandy
- Jazz Album of the Year: „Finding Home“, Kate Williams Four Plus Three meets Georgia Mancio
- Jazz Ensemble of the Year: Nikki Iles Big Band
- Jazz Newcomer of the Year: Luca Manning
- Jazz Venue of the Year: PizzaExpress Jazz Club
- Jazz Media Award: Corey Mwamba Freeness BBC Radio 3
- Jazz Education Award: Jon Eno
- Services to Jazz Award: Blow the Fuse
- APPJAG Special Award: Jazzwise[12]

2019
- Jazz Vocalist of the Year: Zoe Gilby
- Jazz Instrumentalist of the Year: Josephine Davies
- Jazz Album of the Year: „Turas“, Fergus McCreadie
- Jazz Ensemble of the Year: Ezra Collective
- Jazz Newcomer of the Year: Xhosa Cole
- Jazz Venue of the Year: Watermill Jazz, Dorking
- Jazz Media Award: Ian Mann, The Jazz Mann
- Jazz Education Award: Nikki Iles
- Services to Jazz Award: Cleo Laine
- APPJAG Special Award: Henry Lowther[13]

2018
- Jazz Vocalist of the Year: Ian Shaw
- Jazz Instrumentalist of the Year: Arun Ghosh
- Jazz Album of the Year: „The Late Trane“, Denys Baptiste
- Jazz Ensemble of the Year: ARQ – Alison Rayner Quintet
- Jazz Newcomer of the Year: Shirley Tetteh
- Jazz Venue of the Year: Jazz at the Lescar in Sheffield
- Jazz Media Award: Lance Liddle – Bebop Spoken Here
- Jazz Education Award: Jean Toussaint
- Services to Jazz Award: Jill Rodger
- APPJAG Special Award: Gary Crosby OBE[14]

2017
- Jazz Vocalist of the Year: Cleveland Watkiss
- Jazz Instrumentalist of the Year: Shabaka Hutchings
- Jazz Album of the Year: „Together, As One“, Dinosaur
- Jazz Ensemble of the Year: Phronesis
- Jazz Venue of the Year: Scarborough Jazz Festival
- Jazz Newcomer of the Year: Nerija
- Jazz Media Award: Chris Philips
- Jazz Education Award: Tomorrows Warriors
- Services to Jazz Award: Tony Dudley-Evans
- APPJAG Special Award: Jim Mullen[15]

2016
- Jazz Vocalist of the Year: Emilia Mårtensson
- Jazz Instrumentalist of the Year: Alexander Hawkins
- Jazz Album of the Year: „Let It Be Told“, Julian Argüelles
- Jazz Ensemble of the Year: Empirical
- Jazz Venue of the Year Jazz: Seven Jazz Leeds
- Jazz Newcomer of the Year: Binker & Moses
- Jazz Media Award: Jez Nelson, BBC Jazz on 3
- Jazz Education Award: Tommy Smith
- Services to Jazz Award: Mary Greig
- APPJAG Special Awards: Michael Connarty und Evan Parker[16]

2015
- Jazz Vocalist of the Year: Norma Winstone
- Jazz Instrumentalist of the Year: Laura Jurd
- Jazz Album of the Year: „Swamp“ by Partisans
- Jazz Ensemble of the Year: Engines Orchestra
- Jazz Venue of the Year: St Ives Jazz Club
- Jazz Newcomer of the Year: Peter Edwards
- Jazz Media Award: London Jazz News Website
- Jazz Education Award: National Youth Jazz Orchestra
- Services to Jazz Award: Chris Hodgkins
- APPJAG Special Award: Peter Ind[17]

2014
- Jazz Vocalist of the Year: Christine Tobin
- Jazz Instrumentalist of the Year: Arun Ghosh
- Jazz Album of the Year: „Live at Cheltenham 13 Jazz Festival“, Troykestra
- Jazz Ensemble of the Year: Beats & Pieces Big Band
- Jazz Newcomer of the Year: Phil Meadows
- Jazz Venue of the Year: EFG London Jazz Festival
- Jazz Media Award: The Jamie Cullum Show
- Jazz Education Award: Issie Barratt, National Youth Jazz Collective
- Services to Jazz Award: David Redfern
- APPJAG Special Award: Chris Barber[7]

2013
- Jazz Musician of the Year: Guy Barker
- Jazz Album of the Year: „Saltash Bells“, John Surman
- Jazz Ensemble of the Year: Impossible Gentlemen
- Jazz Venue Award: The Vortex Jazz Club, London
- Jazz Journalist of the Year: Rob Adams
- Jazz Broadcaster of the Year: Mike Chadwick
- Jazz Publication of the Year: Benny Goodman's Famous 1938 Carnegie Hall Jazz Concert von Catherine Tackley
- Jazz Education Award: Nick Smart
- Services to Jazz Award: Stan Tracey
- APPJAG Special Award: Elaine Delmar[17]

2012
- Jazz Musician of the Year: Bobby Wellins
- Jazz Album of the Year: „Up and Down“, Liane Carroll
- Jazz Ensemble of the Year: Scottish National Jazz Orchestra
- Live Jazz Award of the Year: The Spin, Oxford
- Jazz Journalist of the Year: Jon Newey
- Jazz Broadcaster of the Year: Jamie Cullum
- Jazz Publication of the Year: Jazz UK
- Jazz Education Award: Gary Crosby (OBE)
- Services to Jazz Award: John Cumming
- APPJAG Special Award: Acker Bilk[17]

2011
- Jazz Musician of the Year: Brian Kellock
- Jazz Album of the Year: „Midas“, John Turville
- Jazz Ensemble of the Year: Brass Jaw
- Jazz Promoter/Venue of the Year: The Hideaway (Streatham, London)
- Jazz Journalist of the Year: John Fordham
- Jazz Broadcaster of the Year: Paul Barnes
- Jazz Publication of the Year: Goin' Home: The Uncompromising Life and Music of Ken Colyer von Mike Pointon, Ray Smith, Martin Colyer
- Jazz Education Award: Ian Darrington
- Services to Jazz Award: Coleridge Goode
- APPJAG Special Award: Cleo Laine[18]

2010
- Jazz Musician of the Year: Mark Lockheart
- Jazz Album of the Year: „No Messin“ by the Gareth Lockrane Septet
- Jazz Ensemble of the Year: The Nigel Price Organ Trio
- Jazz Venue of the Year: The Jazz Bar, Edinburgh
- Jazz Journalist of the Year: Mike Flynn
- Jazz Broadcaster of the Year: Alyn Shipton
- Jazz Publication of the Year: Jazzwise
- Jazz Education Award: Kathy Dyson
- Services to Jazz Award: Brian Blane[17]

2009
- Jazz Musician of the Year: Phil Robson
- Jazz Album of the Year: „Howeird“, The Sam Crockatt Quartet
- Jazz Ensemble of the Year: The Ryan Quigley Sextet
- Jazz Venue of the Year: Fleece Jazz (South East England)
- Jazz Journalist of the Year: Kevin LeGendre
- Jazz Broadcaster of the Year: Sarah Ward
- Jazz Publication of the Year: jazzreloaded.com
- Jazz Education Award: Richard Michael
- Services to Jazz Award: Val Wilmer
- Special Award: Ronnie Scott’s Jazz Club, London[17]

2008
- Jazz Musician of the Year: Liane Carroll
- Jazz Album of the Year: „The Amadeus Project“ – Guy Barker
- Jazz Ensemble of the Year: Empirical
- Jazz Venue of the Year: Tithe Barn, Needham, Norfolk
- Jazz Journalist of the Year: John Fordham
- Jazz Broadcaster of the Year: Helen Mayhew
- Jazz Publication of the Year: Jazz UK
- Jazz Education Award: Dennis Rollins
- Services to Jazz Award: Paul Pace (von Ray’s Jazz)[17]

2007
- Jazz Musician of the Year: Gwilym Simcock
- Jazz Album of the Year: „Angel Of The Presence“ – John Taylor
- Jazz Ensemble of the Year: Killer Shrimp
- Jazz Venue of the Year: Pizza Express, London
- Jazz Journalist of the Year: Stuart Nicholson
- Jazz Broadcaster of the Year: Jez Nelson
- Jazz Publication of the Year: Jazzwise
- Jazz Education Award: Pete Churchill
- APPJAG Special Award: Bill Ashton
- Services to Jazz Award: Kenny Wheeler[17]

2006
- Jazz Musician of the Year: Tim Garland
- Jazz Album of the Year: „Melting Pot“ – Zoe Rahman
- Jazz Ensemble of the Year: Jazz Jamaica
- Jazz Venue of the Year: 606 Club
- Jazz Journalist of the Year: Jon Newey
- Jazz Broadcaster of the Year: Julian Joseph
- Jazz Publication of the Year: Jazz UK
- Jazz Website of the Year: Audio-B
- Jazz Education Award: Simon Purcell
- Services to Jazz Award: Ian Carr[17]

2005
- Jazz Musician of the Year: Kenny Wheeler
- Jazz Album of the Year: „The Last Time I Saw You“ – Stan Tracey, Peter King
- Jazz Ensemble of the Year: Tony Kofi Quartet
- Jazz Venue of the Year: Wakefield Jazz
- Jazz Journalist of the Year: John Fordham
- Jazz Broadcaster of the Year: Helen Mayhew
- Jazz Website of the Year: Jazz Services
- Jazz Education Award: Eddie Harvey
- Services to Jazz Award: Kathy Stobart[17]